# Pulaar
Pulaar är ett språk och en varietet av fula-språket som talas som förstaspråk av Fulanifolket och folkgruppen Toucouleur längs med Senegalfloden, och vidare söder och österut. Talarna av pulaar, själva kallade haalpulaar'en, bor i staterna Senegal, Guinea, Guinea-Bissau, Mauretanien, Gambia, och i västra Mali.
Enligt Ethnologue finns det flera dialekter, men går att förstå mellan olika talare.
Pulaar förväxlas lätt med pular, en annan varietet av fula som talas i Guinea (inklusive Fouta Djallon-regionen). Pulaar och Pular är bägge varieteter av fula, och till viss grad går det att förstå talare av det andra språket, men det krävs annat ordförråd.
Pulaar skrivs med latinska alfabetet, men har tidigare skrivits med en arabisk skrift kallad "Ajami".